# Per la ricuperata salute di Ofelia
Per la ricuperata salute di Ofelia («Por la salud recuperada de Ofelia») es una cantata compuesta en 1785 por Antonio Salieri, Wolfgang Amadeus Mozart y un tal "Cornetti", sobre un texto de Lorenzo da Ponte.
La composición conjunta de esta cantata para voz y piano para la cantante ítalo-inglesa Nancy Storace es la prueba más importante de que entre Mozart y Salieri existía una relación de cooperación más o menos cordial; en cuanto a "Cornetti", se trata de un pseudónimo, aunque en la actualidad no se sepa qué nombre está detrás de ese apodo.
El título de la obra alude al papel de Ofelia en la ópera La grotta di Trofonio (1785) de Salieri, en el que Storace cosechó un gran éxito.
Durante siglos se consideró perdida, a pesar de que fue impresa en 1785 por Artaria bajo el número de catálogo Köchel K. 477a, llegándose a considerar leyenda. Sin embargo, a finales de 2015 fue descubierta en Praga por el musicólogo alemán Timo Jouko Herrmann, llevándose a cabo la presentación en la Mozarthaus de Salzburgo en marzo de 2016 y el estreno mundial en la ciudad de Valladolid, con la presentación del propio Herrmann, en un acto impulsado por el director de orquesta español y presidente de la Asociación Cultural Antonio Salieri, Ernesto Monsalve. Él mismo la interpretó al clave acompañando a la soprano Sara María Rodríguez, en el Museo de San Joaquín y Santa Ana de la capital vallisoletana, el 1 de septiembre de 2016.